# Aéroport international de Siem Reap
Ne doit pas être confondu avec Aéroport international de Siem Reap-Angkor.
L'aéroport international de Siem Reap (code IATA : REP • code OACI : VDSR) se situe à Siem Reap au Cambodge. Il est situé non loin du temple d'Angkor Vat.
C'est le deuxième aéroport le plus fréquenté du Cambodge, il a accueilli 1 732 428 passagers en 2007. Mais le trafic s'est quasiment réduit à néant avec le Covid en 2021.
L'inauguration du nouveau terminal a eu lieu le 28 août 2006.

## Nouvel aéroport
Un nouvel aéroport nommé Aéroport international de Siem Reap-Angkor est cours de dévelopment, il est conçu en trois tranche, la première est terminée, lorsqu'il sera totalement achevé l'ancien aéroport sera fermé.

## Situation
| Sihanoukville Siem Reap Phnom Penh |

## Statistiques
Pour des raisons techniques, il est temporairement impossible d'afficher le graphique qui aurait dû être présenté ici.

Voir la requête brute et les sources sur Wikidata.

## Compagnies aériennes et destinations

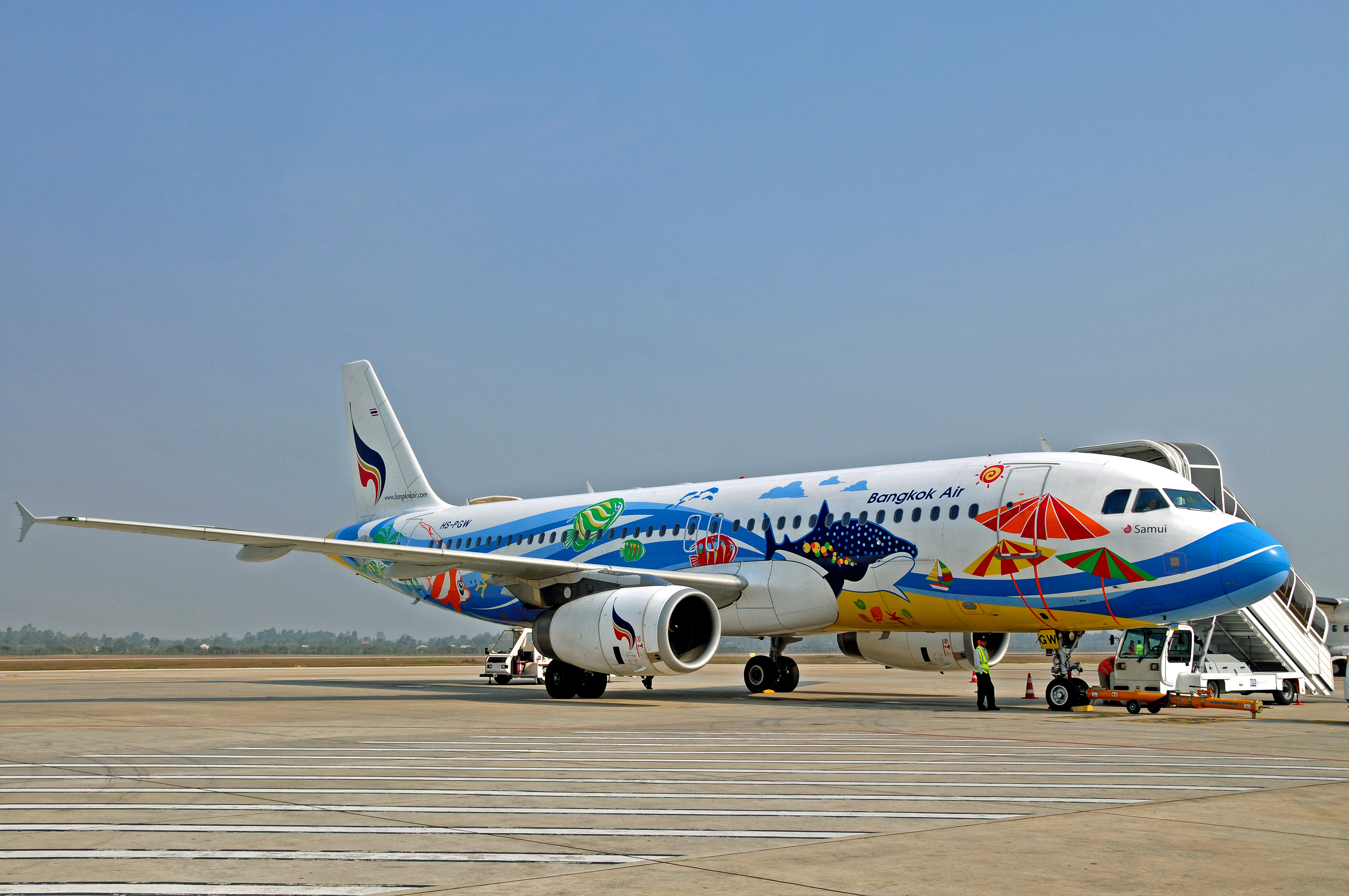
A320 de Bangkok Airways à l'aéroport.

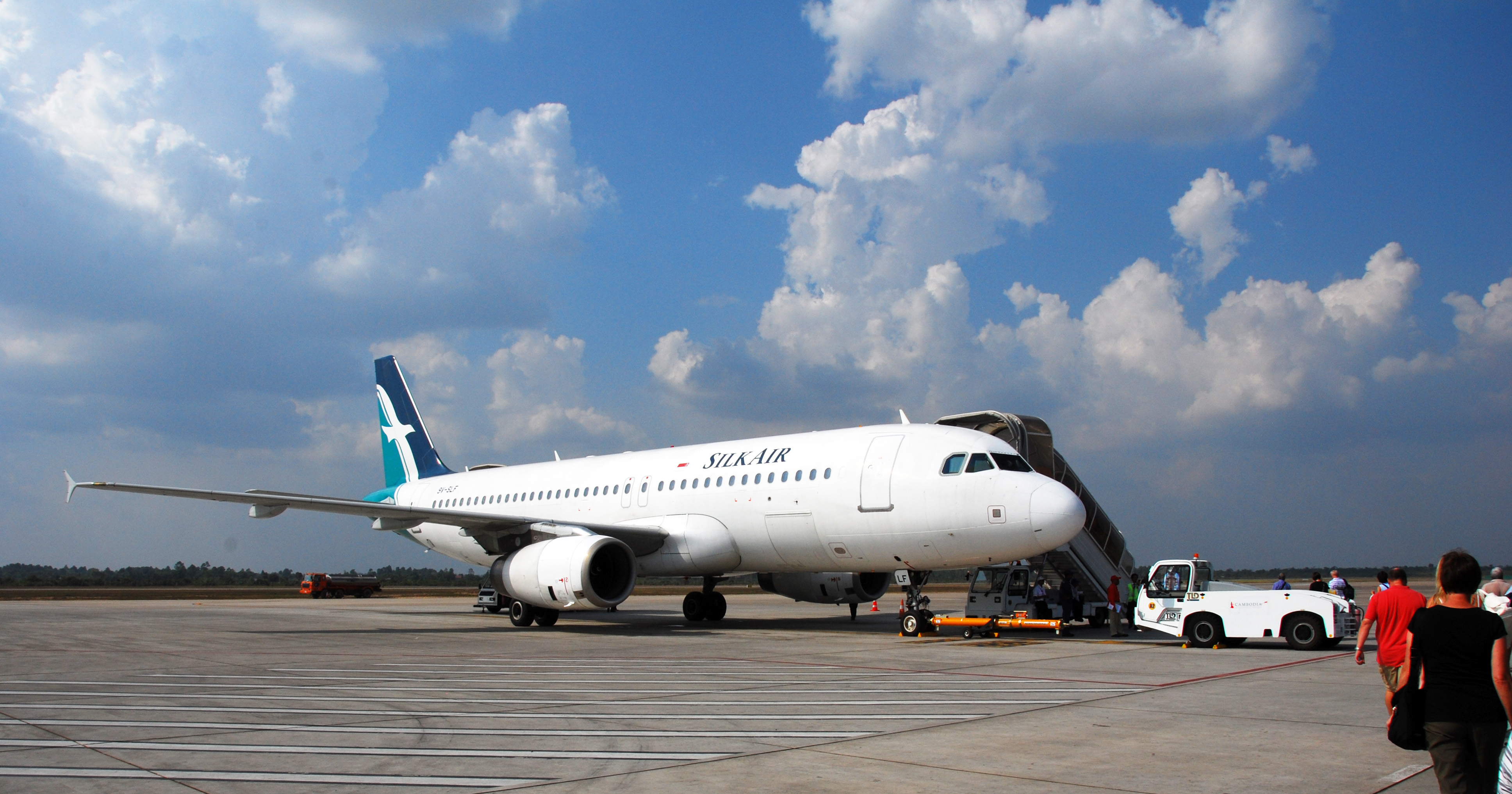
A320 de SilkAir sur l'aéroport.

| Compagnies                | Destinations |
| ------------------------- | --- |
| AirAsia                   | Kuala Lumpur |
| Air Busan                 | Pusan-Gimhae |
| Air Seoul                 | Séoul-Incheon |
| Bangkok Airways           | Bangkok-Suvarnabhumi |
| Cambodia Airways          | Macao, Phnom Penh, Sihanoukville |
| Cambodia Angkor Air       | Pékin-Capitale, Đà Nẵng, Haikou, Hangzhou-Xiaoshan, Hefei, Hô Chi Minh Ville (Tân Sơn Nhất), Nanning, Phnom Penh, Sihanoukville, Zhengzhou |
| Cathay Dragon             | Hong Kong |
| Cebu Pacific              | Manille-N. Aquino |
| China Eastern Airlines    | Kunming-Changshui, Shanghai-Pudong |
| China Southern Airlines   | Canton-Baiyun |
| HK Express                | Hong Kong |
| JC International Airlines | Baotou-Donghe, Chongqing-Jiangbei, Hefei, Kunming-Changshui, Macao, Phnom Penh, Sihanoukville, Wanzhou-Wuqiao, Xi'an-Xianyang, Jinghong Xishuangbanna Gasa Charter : Taïwan-Taoyuan |
| Jetstar Asia Airways      | Singapour-Changi |
| Lanmei Airlines           | Changsha, Chengdu-Shuangliu, Dalian-Zhoushuizi, Datong (en), Guiyang, Huangshan-Tunxi, Jinan, Macao, Meixian (en), Nankin, Nanning, Ningbo, Ordos Ejin Horo, Phnom Penh, Qinhuangdao Beidaihe, Shenzhen-Bao'an , Shijiazhuang, Sihanoukville, Taiyuan-Wusu, Tianjin Binhai, Wuhan, Xi'an-Xianyang, Yichang En saison : Dunhuang Charter : Hohhot, Shantou-Chaozhou-Jieyang, Linyi (zh), Xining-Caojiabao, Zunyi (zh) |
| Lao Airlines              | Luang Prabang, Paksé |
| Qingdao Airlines          | Lanzhou, Nanning |
| Shandong Airlines         | Chongqing-Jiangbei |
| SilkAir                   | Singapour-Changi |
| Sky Angkor Airlines       | Charter : Pékin-Capitale, Chengdu-Shuangliu, Dalian-Zhoushuizi, Hefei, Hualien, Kunming-Changshui, Nanchang-Changbei, Nanning, Sihanoukville, Séoul-Incheon |
| Thai AirAsia              | Bangkok-Don Muang, Phuket |
| Thai Smile                | Bangkok-Suvarnabhumi |
| Vietjet Air               | Hanoï-Nội Bài |
| Vietnam Airlines          | Hanoï-Nội Bài, Hô Chi Minh Ville (Tân Sơn Nhất), Luang Prabang |
| XiamenAir                 | Xiamen-Gaoqi |

Édité le 02/12/2019